# Emile Bedinghaus
Emile Bedinghaus (Nimy, 1840 - Gent, 7 maart 1904) was een Belgisch plantkundige en schrijver.

## Levensloop
Bedinghaus was de zoon van een tuinbouwer uit Nimy, bij Bergen. Na een opleiding bij tuinbouwkundige Louis Benoît Van Houtte in Gentbrugge vestigde hij zich definitief in Gent. In zijn buitenverblijf in Wondelgem bewaarde hij een internationaal befaamde plantencollectie.
Bedinghaus was voor zijn tijd sociaal vooruitstrevend. Hij schreef over thema's als sociale vooruitgang en solidariteit, engageerde zich als propagandist van de mutualistische beweging, en kantte zich tegen de doodstraf.
In 1883 schreef hij de roman Une famille d’ouvriers, en in 1885 het toneelstuk Den jenever: volksdrama in één bedrijf.